# Langhus
Langhus est une ville de la municipalité de Nordre Follo, dans le comté d'Akershus, en Norvège.

## Description
La grande croissance de Langhus, depuis 1980, a fait qu'elle compte le plus d'habitants dans la municipalité de Nordre Follo, plus que la ville de Ski, qui est sa voisine la plus proche. Langhus se situe juste au sud d'Oppegård.L'emplacement fait de Langhus un lieu de vie idéal, étant donné qu'il est à environ 30 minutes en train local et à environ 20 minutes du centre d'Oslo.
Le groupe norvégien de Black metal Mayhem a commencé sa carrière à Langhus.